# Deux Procureurs
Pour plus de détails, voir Fiche technique et Distribution.
Deux Procureurs (russe : Два прокурора, Dva prokourora ; allemand : Zwei Staatsanwälte) est un film dramatique et historique réalisé par Sergueï Loznitsa. Adapté du roman soviétique éponyme Dva prokourora (Два прокурора) de Gueorgui Demidov, le film est une coproduction tournée en langue russe entre la France, l'Allemagne, la Roumanie, la Lettonie, les Pays-Bas et la Lituanie.
Le film est sélectionné dans la compétition officielle du Festival de Cannes 2025, où il remporte le prix François-Chalais.

## Synopsis
En 1937 à Briansk en Union soviétique, dans une prison, des milliers de lettres sont brûlées. Elles ont été écrites par des détenus accusés à tort par le régime à l'époque des Grandes Purges staliniennes. L'une des lettres échappe toutefois au feu et atterrit chez Alexander Kornev, le procureur local. Nouvellement nommé à son poste, le jeune juriste se bat pour entrer en contact avec l'auteur de la lettre. Kornev ne tarde pas à découvrir que le prisonnier a été victime d'agents corrompus du Commissariat du peuple aux affaires intérieures (NKVD). Témoin de ces abus, il se rend à Moscou pour s'adresser au procureur général local, dirigé par Andreï Vychinski. L'implacable soif de justice de Kornev le conduit cependant à sa propre perte,.

## Fiche technique
- Titre français : Deux Procureurs[3]
- Titre original allemand : Zwei Staatsanwälte[3]
- Titre original russe : Два прокурора, Dva prokourora[4]
- Réalisation : Sergueï Loznitsa
- Scénario : Sergueï Loznitsa
- Photographie : Oleg Mutu
- Montage : Danielius Kokanauskis
- Musique : Christiaan Verbeek
- Production : Kevin Chneiweiss
- Sociétés de production : SBS Productions, LOOKSfilm, Atoms & Void, White Picture, Avanpost, Studio Uljana Kim, The Match Factory
- Société de distribution : Pyramide (France)[5]
- Format : couleurs
- Pays de production :  France (32,8 %),  Allemagne (25,55 %),  Roumanie (11,16 %),  Lettonie (10,24 %),  Pays-Bas (10,13 %),  Lituanie (10,13 %)[6]
- Langue originale : russe
- Genre : drame historique
- Durée : 117 minutes
- Dates de sortie : 
  - France : mai 2025 (Festival de Cannes 2025) ; 5 novembre 2025[7] (sortie nationale) Date sujette à modification

## Distribution
- Alexandre Kouznetsov : Kornev
- Alexandre Filippenko : Stepniak/L'homme à la jambe de bois
- Anatoli Bely : Vyshynsky
- Andris Keišs (lv) : L'adjoint
- Vytautas Kaniušonis : Le directeur de la prison
- Valentin Novopolskij : Pipelette
- Ivgeny Terletsky : Prisonnier âgé
- Orest Pasko : Gardien couloir

## Production
Deux Procureurs est le 23e long métrage du réalisateur ukrainien Sergueï Loznitsa, qui vit en Allemagne et qui a réalisé au cours de sa carrière de nombreux documentaires primés sur l'ère soviétique. Son dernier long métrage remonte à 2018, avec la comédie noire Donbass.
Le tournage a lieu en Lettonie en octobre 2024,. Le chef opérateur est le Roumain Oleg Mutu, qui avait déjà collaboré avec Loznitsa sur les longs métrages Une femme douce (2017) et Donbass.
Le film est produit par la société française SBS Productions (producteur : Kevin Chneiweiss), la société néerlandaise de Firma Atoms & Void, la société allemande Looks Film, la société lettone White Picture, la société roumaine Avanpost media et le studio lituanien Uljana Kim. Le projet a été soutenu financièrement, entre autres, par Aide aux Cinémas du Monde (CNC/Institut français), la Commission franco-allemande de soutien (aide aux projets de films : 185.000 euros), la Mitteldeutsche Medienförderung (aide à la production cinématographique : 180.000 euros), le Medienboard Berlin-Brandenburg (120.000 euros) et le Netherlands Film Fund (200.000 euros).

## Distinctions

### Récompense
- Festival de Cannes 2025 : prix François-Chalais

### Sélections
- Festival de Cannes 2025 : sélection officielle, en compétition